# Kia Sephia
La Kia Sephia è un'automobile di fascia media prodotta dalla casa automobilistica coreana Kia Motors dal 1992 al 2003 in 2 serie diverse.
In alcuni paesi è anche conosciuta come Kia Mentor, Kia Shuma o Kia Spectra; il modello in alcuni paesi ha riscosso molto successo, tanto da indurre a fare addirittura 3 serie, la serie attuale è denominata Kia Gran Sephia, ed è venduta solo in Corea.